# Quantum of Solace (bande originale)
Albums de David Arnold
Un Anglais à New York
(2008) Le Monde de Narnia : L'Odyssée du Passeur d'Aurore
(2010)
Bandes originales James Bond
Casino Royale
(2006) Skyfall
(2012)
La bande originale de Quantum of Solace, le 22e James Bond, a été mise en vente par J Records le 17 octobre 2008. La musique est composée par David Arnold. C'est la cinquième et dernière bande originale de la série des James Bond composé par David Arnold. Le morceau phare de la bande originale est Another Way to Die interprété par Jack White et Alicia Keys, c'est la première fois que la chanson d'introduction d'un James Bond est un duo.

## Titres
| 1.    | Time to Get Out                                               | 3:28 |
| 2.    | The Palio                                                     | 4:59 |
| 3.    | Inside Man                                                    | 0:38 |
| 4.    | Bond in Haiti                                                 | 0:35 |
| 5.    | Somebody Wants to Kill You                                    | 2:17 |
| 6.    | Greene & Camille                                              | 2:13 |
| 7.    | Pursuit at Port au Prince                                     | 5:58 |
| 8.    | No Interest in Dominic Greene                                 | 2:44 |
| 9.    | Night at the Opera                                            | 3:02 |
| 10.   | Restrict Bond's Movements                                     | 1:31 |
| 11.   | Talamone                                                      | 0:35 |
| 12.   | What's Keeping You Awake                                      | 1:41 |
| 13.   | Bolivian Taxi Ride                                            | 0:49 |
| 14.   | Field Trip                                                    | 0:41 |
| 15.   | Forgive Yourself                                              | 2:26 |
| 16.   | DC3                                                           | 1:15 |
| 17.   | Target Terminated                                             | 3:54 |
| 18.   | Camille's Story                                               | 3:59 |
| 19.   | Oil Fields                                                    | 2:29 |
| 20.   | Have You Ever Killed Someone?                                 | 1:33 |
| 21.   | Perla de las Dunas                                            | 8:08 |
| 22.   | The Dead Don't Care About Vengeance                           | 1:14 |
| 23.   | I Never Left                                                  | 0:40 |
| 24.   | Another Way to Die (interprété par Jack White et Alicia Keys) | 4:23 |
| 61:12 |                                                               |      |